# (2738) Viracocha
(2738) Viracocha es un asteroide perteneciente al cinturón de asteroides descubierto por György Kulin el 12 de marzo de 1940 desde el observatorio Konkoly de Budapest, Hungría.

## Designación y nombre
Viracocha recibió inicialmente la designación de 1940 EC.
Más tarde se nombró por Viracocha, un dios de la mitología inca.

## Características orbitales
Viracocha orbita a una distancia media de 2,718 ua del Sol, pudiendo acercarse hasta 2,405 ua y alejarse hasta 3,031 ua. Su inclinación orbital es 1,116° y la excentricidad 0,1152. Emplea en completar una órbita alrededor del Sol 1637 días.